# Navigatie Gevechts-Informatie Dienst
De Navigatie Gevechts-Informatie Dienst (NGID) was een dienstvak van de Koninklijke Marine in Den Helder. Het onderdeel bestond van 1949 tot 1979.
De voorloper van de NGID ontstond tijdens de Tweede Wereldoorlog, toen radar zijn intrede deed op de Nederlandse oorlogsschepen. Er ontstond een behoefte aan mensen die kennis hadden van radar. In overleg met de Britse marine werd daarom een aantal Nederlandse marine-mensen naar het eiland Man gestuurd voor de opleiding tot radio/radar operator.
Na het einde van de Tweede Wereldoorlog moest de Nederlandse Marine weer worden opgebouwd. De eerste opleidingen om de radar te bedienen en te gebruiken werden in 1946 gegeven aan boord van Hr. Ms. Soemba, een tot radarinstructieschip omgebouwde kanonneerboot. Daar werden in eerste instantie matrozen opgeleid voor het brevet Radio Afstand Peiler Plot (RAPP). Vervolgens werden er ook kaderleden opgeleid.

## Eigen dienstvak
De eerste kaderleden behoorden tot de Speciale Diensten, maar vanaf 1949 behoorden zij tot een eigen dienstvak: de Navigatie Gevechts-Informatie Dienst.
De eerste opleiding tot Navigatie Dienst-officier (ND-officier) in Nederland begon in maart 1949 op de Artillerie Gevechts-Informatie School (ARGIS) in de Fort Oostbatterij, aan de Kanaalweg in Den Helder. Eind augustus betrad de eerste klas leerlingen Radio Afstand Peiler Plot (RAPP) de school aan de Kanaalweg. De artillerieschool verhuisde in 1951 naar het Fort Erfprins en daarop veranderde de naam ARGIS in Navigatie Gevechts-Informatie School (NAVGIS).
De NAVGIS werd in 1976 geïntegreerd in de Operationele School te Den Helder. Net als NAVGIS leverde ook deze OPSCHOOL nog personeel voor het dienstvak NGID.
De Operationele School, die werd gevestigd in een nieuw gebouw op de Marinekazerne Willemsoord en op 10 december 1976 in dienst werd gesteld, kwam voort uit het samengaan van de Navigatie Gevechts-Informatie School, de Onderzeebootbestrijdingsschool, de Verbindingsschool en de Artillerieschool. Tot die tijd had dus elk dienstvak in de Operationele Dienst (OD) zijn eigen school. In 1984 werd ook de School voor Scheepsonderofficieren in de OPSCHOOL opgenomen.
NGID-personeel had de leiding bij het gebruik en de verwerking van de gegevens die via de navigatieradar en andere elektronische installaties werden verkregen. Tevens werden het betrokken bij de uitvoering van de door de commandant genomen beslissingen. Hun werkterrein vormden de radarhutten en de -centrales, waar het altijd donker was om een goede aflezing van de radarschermen mogelijk te maken.
In de eerste jaren van de NAVGIS gaf de US Navy opleiding in het gebruik van de Amerikaanse radar. De marine had tot dan toe overwegend ervaring opgedaan met Britse apparatuur.

## Zeekaarten en meteorologie
De NGID was verantwoordelijk voor het bijhouden van de zeekaarten. Alle belangrijke meldingen, zoals losgeslagen boeien en scheepswrakken, werden nauwkeurig op de kaarten aangegeven. Daarnaast stelde de NGID een weerbericht samen aan de hand van radioberichten, en deed men meteorologische waarnemingen, zoals het meten van windkracht, de water- en luchttemperatuur en golfhoogte. Deze gegevens werden doorgegeven aan het KNMI.

## Einde van de NGID
Het dienstvak NGID ging in 1979 op in de Operationele Dienst Operaties (ODOPS) van de Koninklijke Marine. De taken van het kader, zoals het opzetten en analyseren van oefeningen en het assisteren van de Officier van de Wacht bij de navigatie, werden uiteindelijk waargenomen door mensen van de Operationele Dienst, Subgroep Operaties.